# Limni Lysimacheia
Limni Lysimacheia este o arie protejată (arie de protecție specială avifaunistică — SPA) din Grecia întinsă pe o suprafață de 2.273,07 ha, integral pe uscat.

## Localizare
Centrul sitului Limni Lysimacheia este situat la coordonatele 38°33′48″N 21°22′19″E / 38.563428°N 21.371978°E.

## Înființare
Situl Limni Lysimacheia a fost declarat arie de protecție specială avifaunistică în octombrie 2002 pentru a proteja 40 de specii de animale.

## Biodiversitate
Situată în ecoregiunea mediteraneană, aria protejată nu include niciun habitat protejat.
La baza desemnării sitului se află mai multe specii protejate de  păsări (40): lăcar mare (Acrocephalus arundinaceus), lăcar-de-lac (Acrocephalus scirpaceus), pescăruș albastru (Alcedo atthis), rață pitică (Anas crecca), fâsă de luncă (Anthus pratensis), stârc cenușiu (Ardea cinerea), rață-cu-cap-castaniu (Aythya ferina), rața moțată (Aythya fuligula), șorecarul comun (Buteo buteo), acvilă țipătoare (Clanga clanga), lăstun de casă (Delichon urbicum), egretă mică (Egretta garzetta), Emberiza melanocephala, măcăleandru (Erithacus rubecula), cinteză (Fringilla coelebs), lișiță (Fulica atra), becațină comună (Gallinago gallinago), rândunică (Hirundo rustica), Iduna pallida, stârc pitic (Ixobrychus minutus), sfrâncioc roșiatic (Lanius collurio), pescăruș râzător (Larus ridibundus), grelușel-de-zăvoi (Locustella luscinioides), ciocârlie de pădure (Lullula arborea), privighetoare (Luscinia megarhynchos), cormoran mic (Microcarbo pygmaeus), codobatură galbenă (Motacilla alba), codobatura galbenă (Motacilla flava), muscar sur (Muscicapa striata), stârc de noapte (Nycticorax nycticorax), vultur pescar (Pandion haliaetus), vrabie negricioasă (Passer hispaniolensis), Phalacrocorax carbo sinensis, pitulice de munte (Phylloscopus collybita), pitulice-fluierătoare (Phylloscopus trochilus), corcodel mare (Podiceps cristatus), corcodel-cu-gât-negru (Podiceps nigricollis), chiră de baltă (Sterna hirundo), mierlă (Turdus merula), sturz-cântător (Turdus philomelos)
Pe lângă speciile protejate, pe teritoriul sitului au mai fost identificate 23 de specii de păsări.